# Acorypha bimaculata
Acorypha bimaculata är en insektsart som först beskrevs av Krauss 1902.  Acorypha bimaculata ingår i släktet Acorypha och familjen gräshoppor. Inga underarter finns listade i Catalogue of Life.